# Richard Olney
Richard Olney (født 15. september 1837 i Oxford, Massachusetts, død 8. april 1917 i Boston) var en amerikansk demokratisk politiker.
Olney studerede ved Brown University og Harvard Law School. Han indledede sin juristkarriere i Boston i 1859 og blev en fremgangsrig advokat.
Han var USA's justitsminister 1893-1895 og udenrigsminister 1895-1897 under præsident Grover Cleveland.